# Debar
Pour les articles ayant des titres homophones, voir Andrée Debar, Debard et Debarre.
Debar (en macédonien : Дебар ; en albanais : Dibra) est une commune et une ville de l'ouest de la Macédoine du Nord. Elle se trouve au bord du lac de Debar, qui est une retenue artificielle sur le Drin noir. La commune comptait 19 542 habitants en 2002 et couvre 145,67 km2. La ville en elle-même comptait 14 561 habitants, le reste de la population étant réparti dans les villages alentour.

## Géographie
Le territoire de la commune est entouré par plusieurs montagnes, comme le Stogovo et la Jablanica, et il s'étend surtout dans la vallée du Drin noir, en partie occupée par le lac de Debar, créé par un barrage hydroélectrique dans les années 1960. Ce lac occupe aussi l'espace de confluence entre le Drin et la Radika, et reçoit ainsi les eaux de deux rivières différentes.
La commune est entourée par l'Albanie ainsi que par les communes macédoniennes de Mavrovo i Rostuše, Centar Župa, Kičevo et Debrca. Debar, située en moyenne entre 630 et 700 mètres d'altitude, connaît un climat méditerranéen pendant l'été et un climat montagnard pendant l'hiver.
La commune compte enfin le seul gisement macédonien de gypse, ainsi que des sources thermales, exploitées à Gorno et Dolno Kosovrasti et Banichté.
La commune est coupée du reste de la Macédoine par de hautes montagnes, et seuls le Drin noir et la Radika fournissent des axes naturels. De l'autre côté de la frontière albanaise, le terrain est plus plat, et les échanges plus faciles, notamment avec Peshkopi et toute la préfecture de Dibër.
En plus de la ville de Debar, la commune compte les villages de Banichté, Bomovo, Gari, Gorno Kosovrasti, Dolno Kosovrasti, Konyari, Krivtsi, Mogortché, Osoy, Otichani, Raytchitsa, Selokouḱi, Spas, Tatar Elevtsi, Trnanik, Hamé et Djépichté.

## Histoire
Le premier document écrit mentionnant Debar est la carte de Ptolémée, dessinée au IIe siècle. La ville s'appelle alors Deborus, et plus tard, elle est mentionnée comme Dibri en 1502. La région fait alors partie de l'Empire ottoman. Au début du XIXe siècle, la population locale se révolte plusieurs fois contre la domination turque, mais sans succès.
Selon Ami Boué, la ville compte alors 4 200 habitants et 64 magasins. Après la Première Guerre mondiale, la population diminue, notamment parce qu'avec le démembrement de l'Empire ottoman, Debar perd son arrière-pays albanais et se retrouve isolée du reste de la Macédoine par des chaînes de montagnes.
Le XXe siècle est notamment marqué par la construction en 1966 d'un barrage hydroélectrique qui a entrainé la création du vaste lac de Debar. Un an plus tard, la ville est en partie détruite par un tremblement de terre qui tue quatre personnes.

## Administration
La commune est administrée par un conseil élu au suffrage universel tous les quatre ans. Ce conseil adopte les plans d'urbanisme, accorde les permis de construire, il planifie le développement économique local, protège l'environnement, prend des initiatives culturelles et supervise l'enseignement primaire. Le conseil compte 15 membres. Le pouvoir exécutif est détenu par le maire, lui aussi élu au suffrage universel. Depuis 2009, le maire de Debar est Argëtim Munir Fida, né en 1963.
À la suite des élections locales de 2009, le Conseil de Debar était composé de la manière suivante :
| Parti                                                               | Sièges |
| ------------------------------------------------------------------- | ------ |
| Union démocratique pour l'intégration (BDI)                         | 6      |
| Parti démocratique des Albanais (PDSH)                              | 4      |
| Parti pour la prospérité démocratique (PDP)                         | 1      |
| Parti démocratique pour l'Unité nationale macédonienne (VMRO-DPMNE) | 1      |
| Union sociale-démocrate de Macédoine (SDSM)                         | 1      |
| PEI                                                                 | 1      |

## Démographie

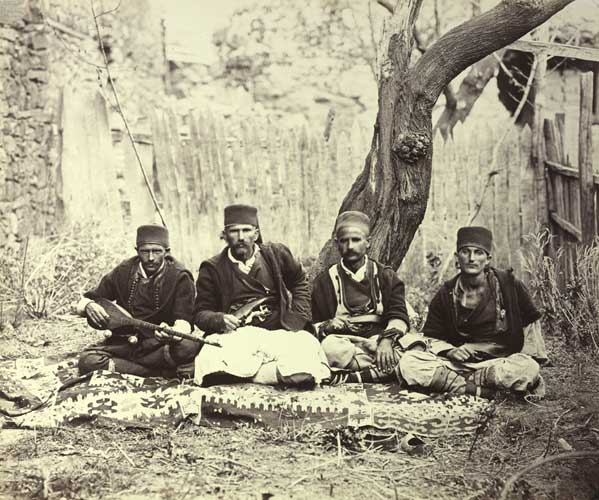
Albanais de Debar en 1863.

Lors du recensement de 2002, la commune comptait :
- Albanais : 11 364 (58,07 %)
- Turcs : 2 511 (13,73 %)
- Macédoniens : 2 448 (20,01 %)
- Roms : 1 079 (5,53 %)
- Serbes : 22 (0,11 %)
- Valaques : 2 (0,01 %)
- Bosniaques : 2 (0,01 %)
- Autres : 484 (2,52 %)

## Économie
Debar vit surtout grâce à l'usine du groupe Knauf, qui exploite le gisement de gypse local. La ville compte aussi une usine de fenêtres et d'encadrements et l'agriculture et, plus anecdotiquement, le tourisme, occupent les villages de la commune.

## Culture et tourisme

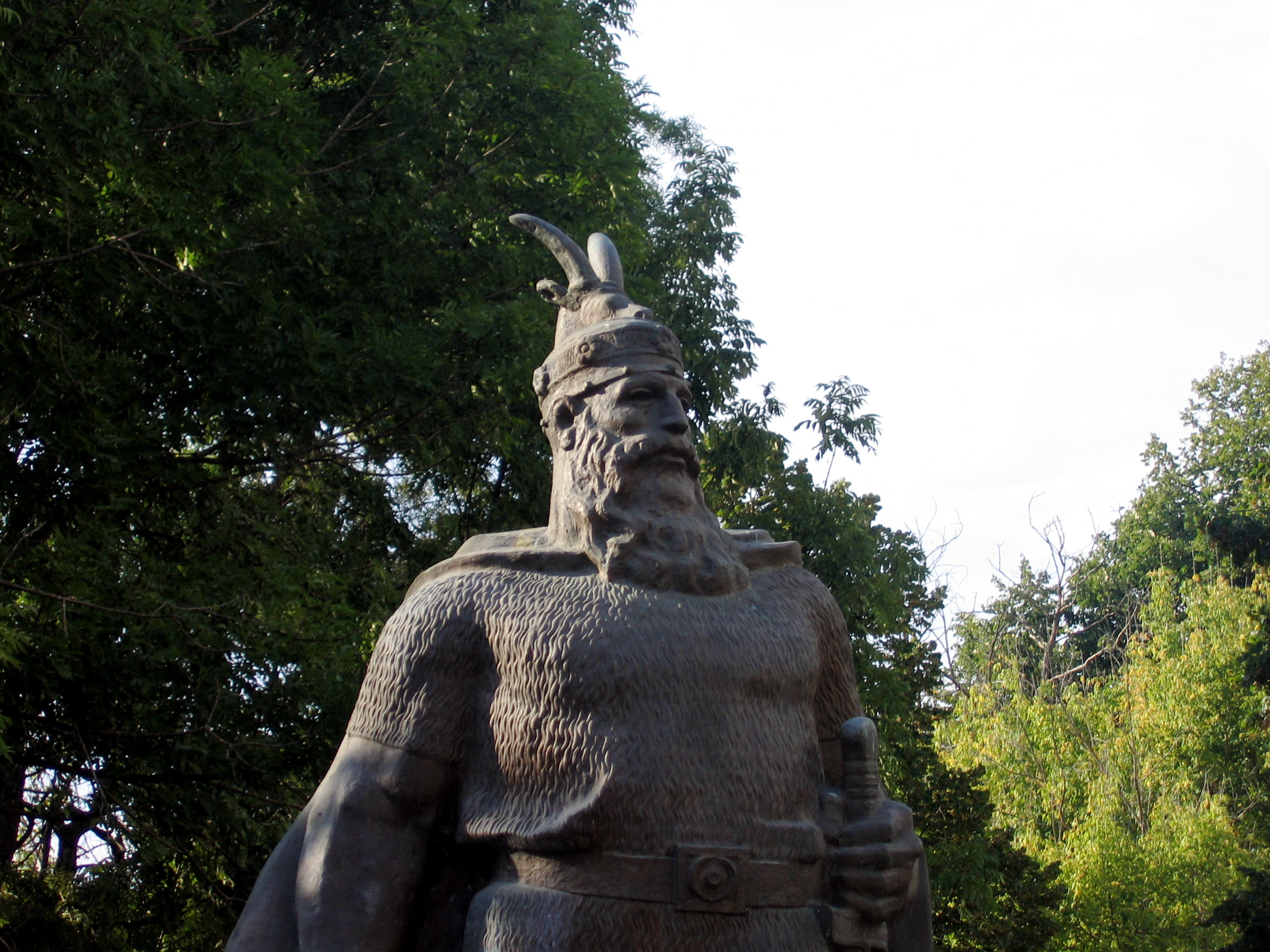
La statue de Skanderbeg.

Debar était autrefois renommée pour ses sculpteurs sur bois, dont les œuvres ornent de nombreuses églises des Balkans. Cet âge d'or a duré du XVIIe siècle au XIXe siècle.
La ville possède encore des restes de son bazar ottoman. Ce vieux quartier regroupe quelques maisons traditionnelles ainsi qu'une mosquée du XVe siècle, la mosquée Hünkar, et un hammam du début du XVIIIe siècle. Debar possède aussi une grande église du XIXe siècle.
La statue de Skanderbeg, héros médiéval albanais, qui trône au centre de la ville, est aussi un monument emblématique de Debar.
Les principales attractions de la commune sont le lac de Debar, les vallées du Drin noir et de la Radika ainsi que la station thermale de Banichté.
La commune compte aussi quelques églises remarquables, comme celle de Gari. Le village de Raytchitsa, situé près du lac de Debar, possède l'église Sainte-Barbara, l'église Saint-Athanase, et le monastère Saint-Georges le Victorieux.

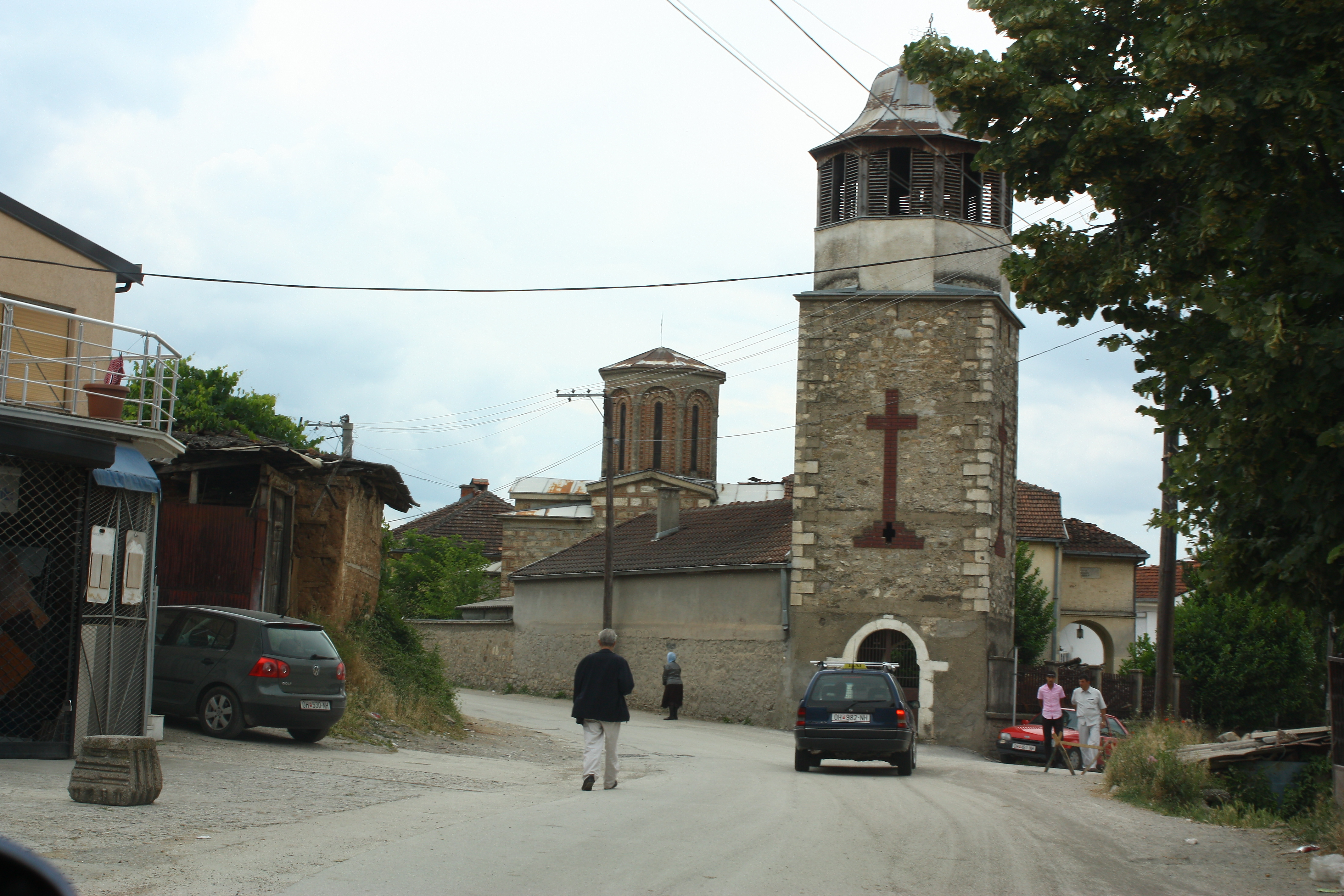
L'église Sainte-Petka de Debar.
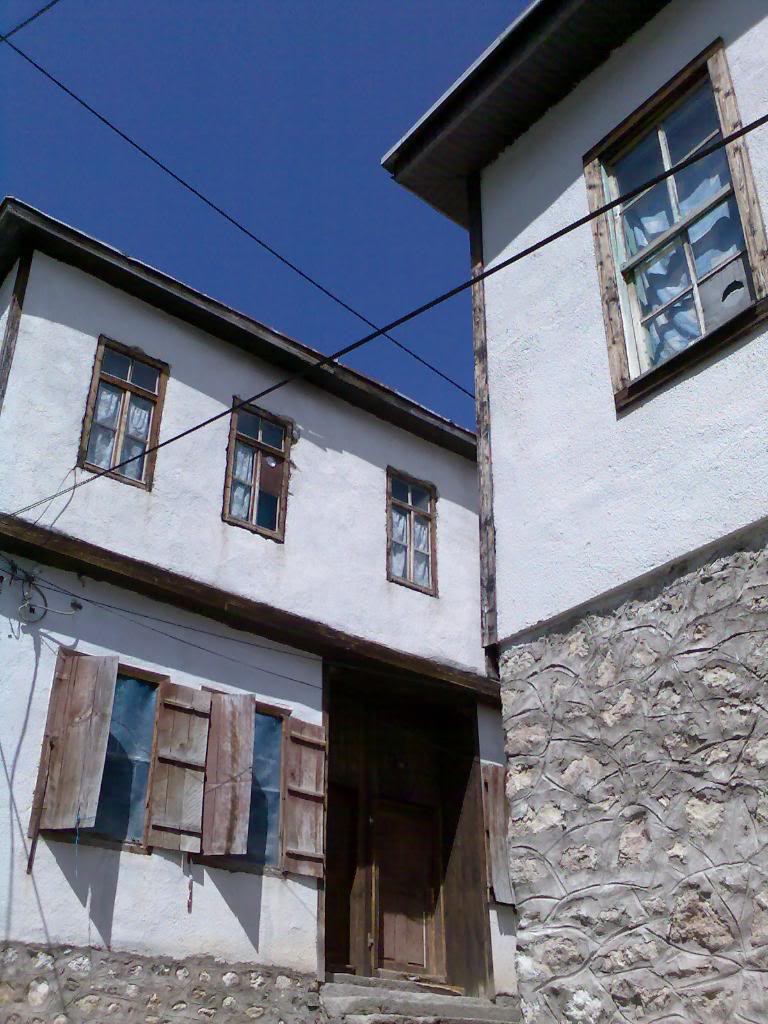
Architecture traditionnelle dans le village de Gari.
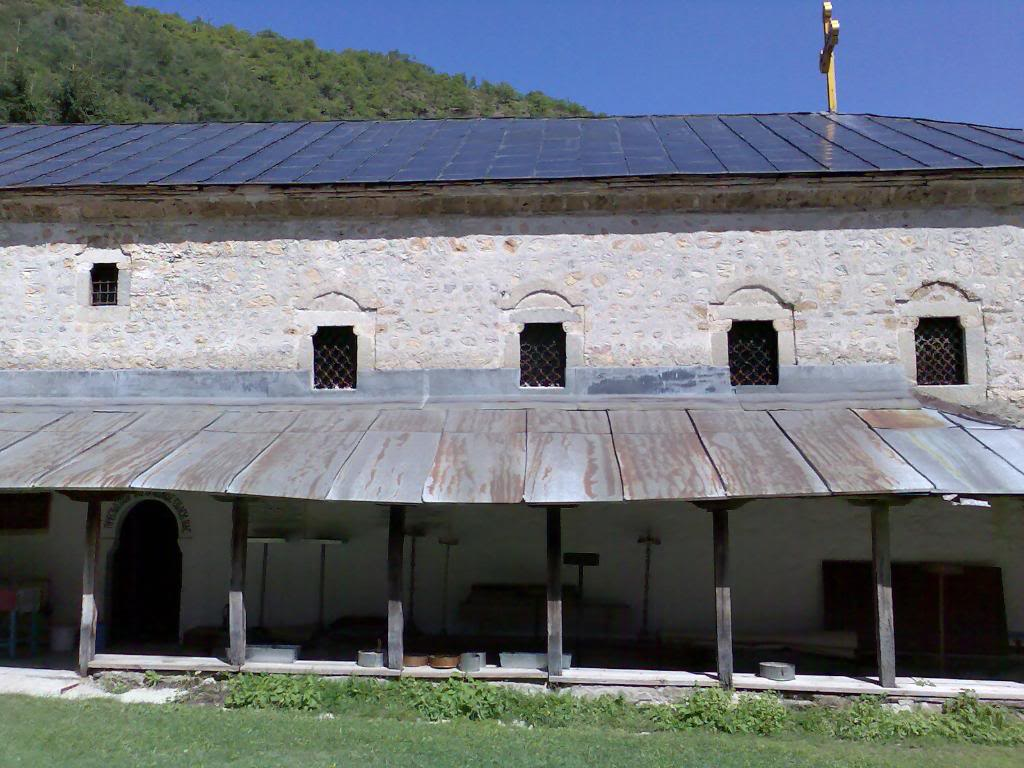
L'église de Gari (XIXe).
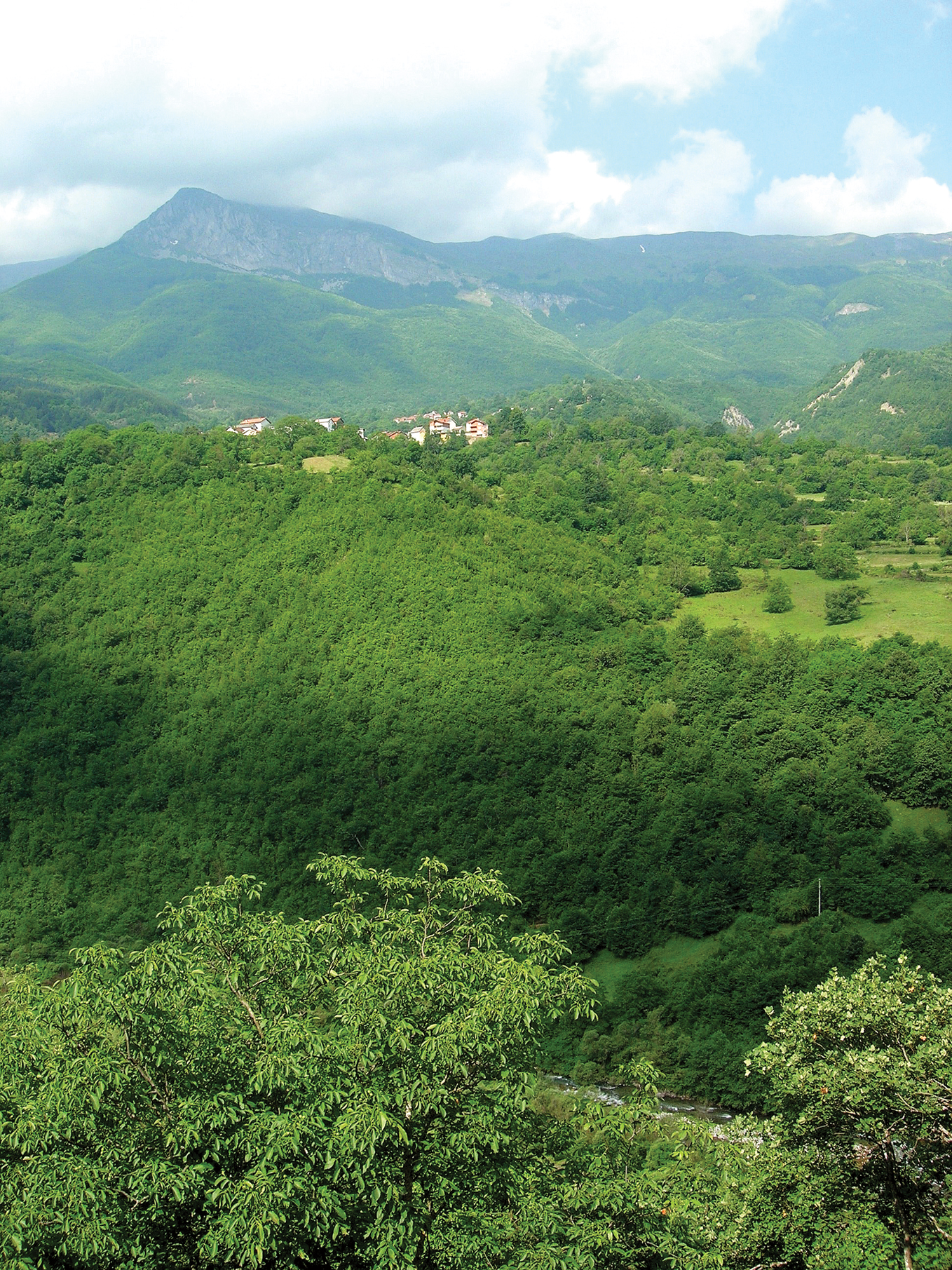
Vue sur le village de Raytchitsa.
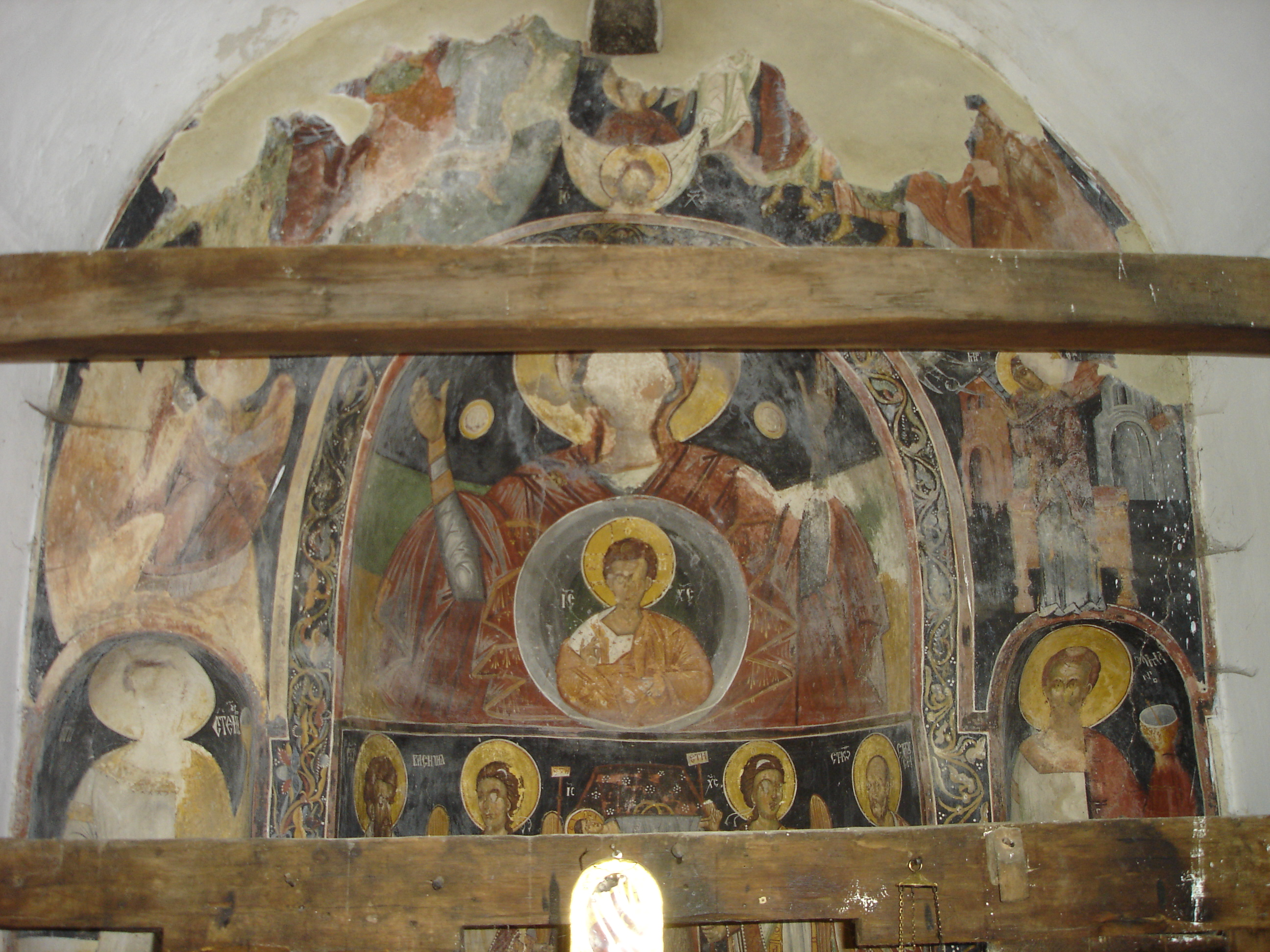
Fresques de l'église Sainte-Barbara de Raytchitsa.
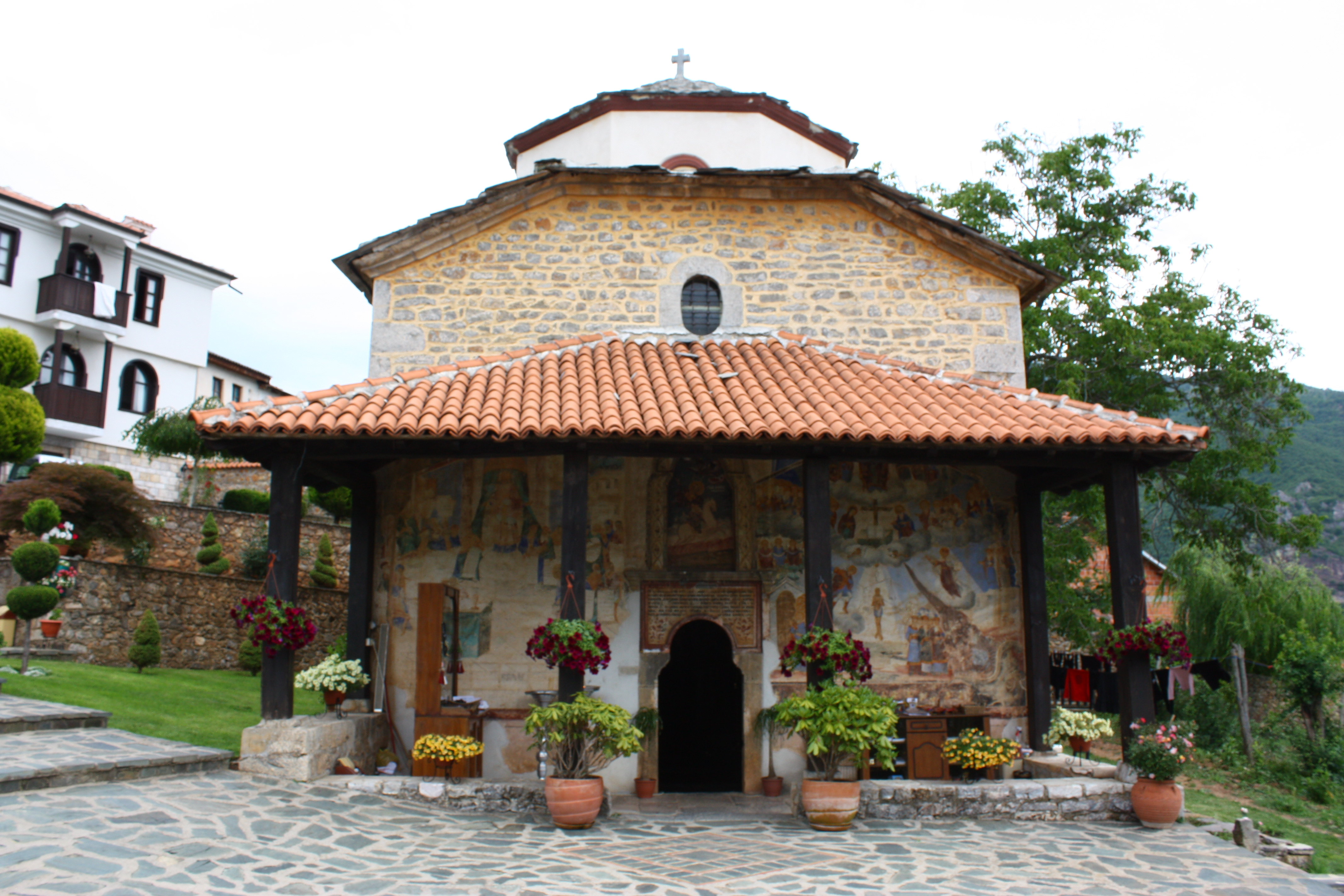
L'église du monastère de Raytchitsa.
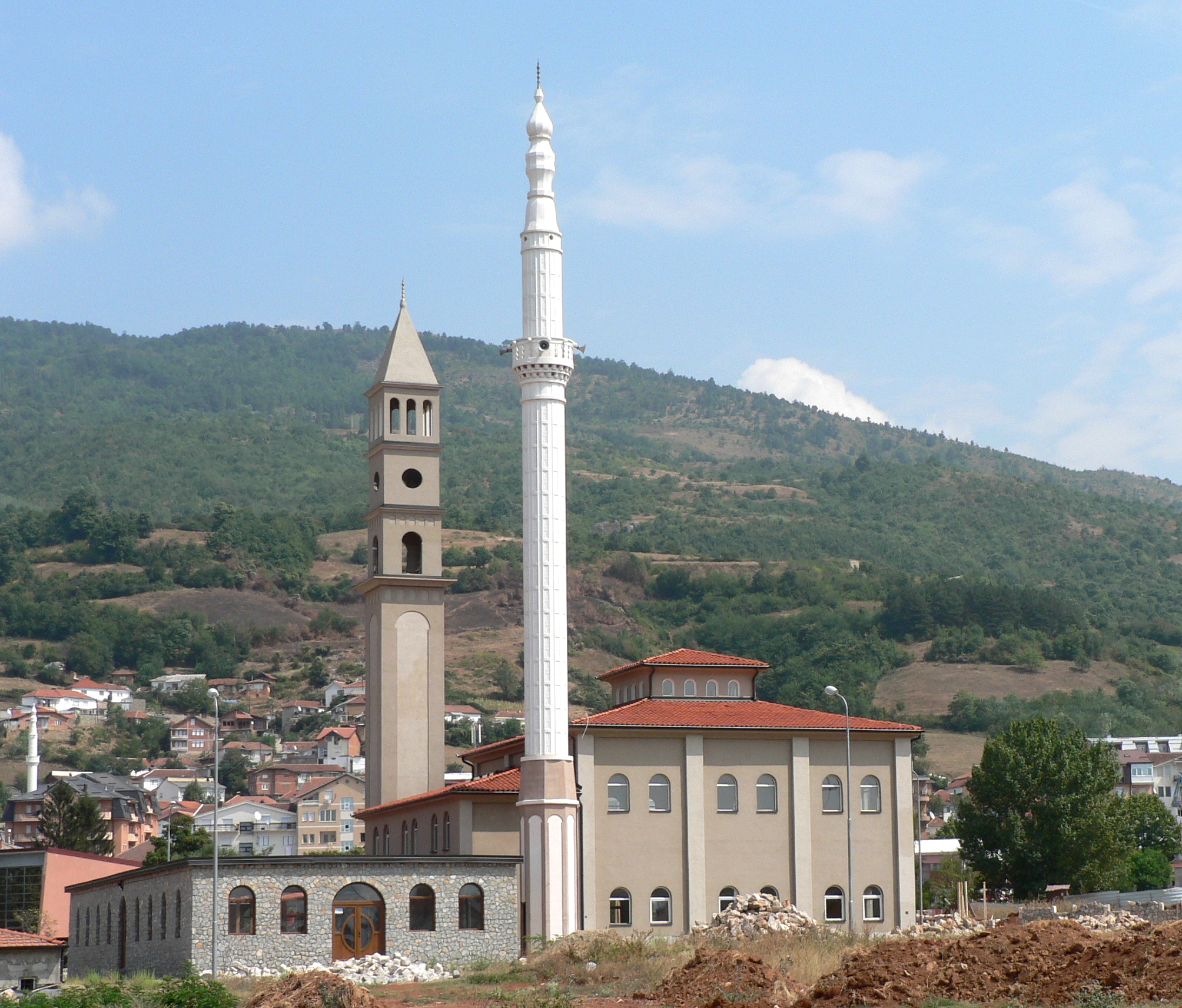
La mosquée de Debar.